# سیارک ۱۷۰۳۴
سیارک ۱۷۰۳۴ (به انگلیسی: 17034 Vasylshev، نامگذاری:1999FS9) هفده هزار و سی و چهارمین سیارک کشف شده‌است که در ۲۲ مارس ۱۹۹۹ کشف شد.
قدر مطلق سیارک برابر ۲۱.۴ است.